# クレヨンしんちゃん 超華麗!灼熱のカスカベダンサーズ
『クレヨンしんちゃん 超華麗!灼熱のカスカベダンサーズ』（クレヨンしんちゃん ちょうカレー!しゃくねつのカスカベダンサーズ）は、2025年8月8日に公開された日本のアニメーション映画で、クレヨンしんちゃん劇場映画32作目である。

## 概要

### ストーリー案
本作では映画シリーズ初めてインドを舞台にしている。第27作『新婚旅行ハリケーン 〜失われたひろし〜』（2019年）以来6年ぶりに海外を舞台とする。
第29作『謎メキ!花の天カス学園』（2021年）以来4年ぶりにかすかべ防衛隊がメインとなる。
2025年2月27日、公開日が同年8月8日に決定した事が発表され、予告編第一弾も同時に公開された（地上波では、2025年3月1日放送分にて発表）。

### スタッフ
監督は第30作『もののけニンジャ珍風伝』（2022年）を手がけた橋本昌和、脚本は橋本と共に数々の映画シリーズの脚本を担当しているうえのきみこ。

### ゲスト声優
2025年5月7日、声の特別出演として賀来賢人がウルフ役での起用が決定した。2025年5月15日、『楽しく学ぶ!世界動画ニュース』内にてバイきんぐの小峠英二がガイドのウフンアハーン役、西村瑞樹が雑貨店のバイト君役での起用が発表された（アニメでは、2025年5月17日放送分に発表された）。

### テレビシリーズによる関連作品
関連作品として2025年8月9日放送分を「旅の恥はカキステ、インドはナマステSP」と題して「ボーちゃんの秘密だゾ」（再放送）と「みんなでインドに行くゾ」、「主題歌オーディションだゾ」を放送した。また、本作の冒頭部分も放送した。

### 主題歌
2025年5月29日、Saucy Dogの「スパイス」が起用されることが発表された（地上波では、2025年5月31日放送分に発表された）。

### 前売り券
2025年3月7日、全国の上映劇場で発売開始。特典は手のひらで温めると色が変わるキーホルダー「ナンだこれ!超華麗ナン型しんちゃんチャーム!」が配布された。

### 特番
賀来賢人、バイきんぐ、佐藤智恵、小林由美子が映画の魅力を語る「『映画クレヨンしんちゃん 超華麗!灼熱のカスカベダンサーズ』公開記念!目覚めよ!インドパワー!みんなで踊れ!SP」を2025年7月27日から順次放送された。

### コミカライズ・ノベライズ
映画に先駆け「まんがクレヨンしんちゃん.com」にて、コミカライズ版を期間限定連載。作画は高田ミレイ。第1話が2025年5月20日、第2話が6月5日、第3話が6月20日、第4話が7月5日、第5話が7月19日に公開された。コミカライズ版の単行本が2025年8月7日に発売された。またノベライズ版は、2025年8月6日に発売された。

### 次回作
本作のエンドロール後、次回作の予告が流れ、真夏日、走る野原しんのすけが丁度葉っぱを乗せたタヌキとぶつかり、異空間に飛ばされて夜の街の丘でカンタムロボの浴衣と大きな葉っぱを持ってた野原しんのすけが登場し映像は終了した。

## キャスト
- 野原しんのすけ - 小林由美子
- 野原みさえ - ならはしみき
- 野原ひろし - 森川智之
- 野原ひまわり - こおろぎさとみ
- 風間トオル、シロ - 真柴摩利
- 桜田ネネ - 林玉緒
- 佐藤マサオ - 一龍斎貞友
- ボーちゃん - 佐藤智恵
- 園長先生 - 森田順平
- ウルフ - 賀来賢人[12]
- ウフンアハーン - 小峠英二（バイきんぐ）[13]
- バイト君 - 西村瑞樹（バイきんぐ）[13]
- アリアーナ - 瀬戸麻沙美[14]
- カビール - 山寺宏一[14]
- ディル - 速水奨[14]
- キューブ・スゴイキューブ - 日髙のり子[14]
- フラグタテルデー - 宝亀克寿[14]
- ラーテル - 坂本千夏[14]
- キュアウコン - 伊藤かな恵
- その他キャスト - 大西健晴、利根健太朗、梯篤司、天野宏郷、拝真之介、須藤沙織、したらま美、河村梨恵、久保田ひかり、鶴田真希、JEWEL、Viola Singh

## 主題歌
- オープニングテーマ「スーパースター」（avex trax）
  - 作詞・歌 - ケツメイシ / 作曲 - ケツメイシ、CHIVA / 編曲 - CHIVA from BUZZER BEATS
- エンディングテーマ「スパイス」
  - 作詞 - 石原慎也 / 作曲 - Saucy Dog / 歌 - Saucy Dog
- 劇中歌「Burning」
  - 作詞 - 中村博、橋本昌和、うえのきみこ / 作曲・編曲 - 中村博 / 歌 - オオノリュータロー、野原しんのすけ（小林由美子）、風間トオル（真柴摩利）、桜田ネネ（林玉緒）、佐藤マサオ（一龍斎貞友）、ボーちゃん（佐藤智恵）
- 劇中歌「ホントのことを言っちゃいな」
  - 歌 - カビール（山寺宏一）、ディル（速水奨）、フラグタテルデー（宝亀克寿）
- 劇中歌「インドパワー 120%」
  - 作詞 - 橋本昌和、うえのきみこ / 作曲・編曲 - 中村博 / 歌 - カビール（山寺宏一）、ディル（速水奨）
- 劇中歌「ザ ウルフ」
  - 作詞 - 橋本昌和 / 作曲・編曲 - 中村博 / 歌 - ウルフ（賀来賢人）、ボディーガード（中村博）
- 劇中歌「インドパワー 1%」
  - 歌 - カビール（山寺宏一）
- 劇中歌「オラはにんきもの ～インドバージョン～」
  - 作詞 - 里乃塚玲央 / 作曲 - 小杉保夫 / 編曲 - コバソロ / 歌 - 野原しんのすけ（小林由美子）
- 劇中歌「笑顔の形」
  - 作詞・作曲・編曲 - 中村博 / 歌 - アリアーナ（瀬戸麻沙美）
- 劇中歌「THIS IS ボ!」
  - 作詞 - うえのきみこ / 作曲・編曲 - 中村博 / 歌 - ボーちゃん（佐藤智恵）、オオノリュータロー、酒井あゆみ
- 劇中歌「野原みさえが通る」
  - 作詞 - うえのきみこ / 作曲・編曲 - 中村博 / 歌 - 野原みさえ（ならはしみき）、野原ひまわり（こおろぎさとみ）
- 劇中歌「Danger Zone」
  - 歌 - 野原ひろし（森川智之）

## スタッフ
- 原作 - 臼井儀人（らくだ社）
- 監督 - 橋本昌和
- 脚本 - うえのきみこ
- 絵コンテ - 橋本昌和、渡辺正樹、三浦陽、許琮
- 演出 - 橋本昌和、渡辺正樹、三浦陽、佐々木忍、太田知章、山本秀世、高橋謙仁
- 作画監督 - 原勝徳、大森孝敏、針金屋英郎、末吉裕一郎
- キャラクターデザイン - 針金屋英郎、末吉裕一郎
- 3Dメカデザイン - 石垣純哉
- 美術監督 - 皆谷透
- 美術監督補佐 - 辻本千晶、田久智穂
- 美術設定 - 森尾麻紀
- 撮影監督 - 梅田俊之
- 特殊撮影 - 安野寿幸
- ねんどアニメ - 石田卓也
- CG制作 - レイルズ
- 音響監督 - 大熊昭
- 音楽 - 荒川敏行、松尾早人、原口大
- 劇中歌 - 中村博
- 音楽製作 - イマジン、齋藤裕二、鈴木啓之
- 編集 - 村井秀明
- ダンス振り付け - Yui
- Co.プロデューサー - 西川由香里
- 編集協力 - 増尾徹
- アシスタントプロデューサー - 御手洗綾子、建部由紀
- 制作デスク - 野田祐司
- プロデューサー - 赤木あい、佐野敬信、秋山倫子、和田梨郁
- チーフプロデューサー - 高橋麗奈、白倉由紀子、鶴崎りか、鈴木健介
- 制作 - シンエイ動画、テレビ朝日、ADKエモーションズ、双葉社
- 配給 - 東宝

## 関連企画
2025年6月29日、劇中で流れる「オラはにんきもの ～インドバージョン～」の音源が公開された。
2025年7月23日から公開記念としてすき家とコラボ。「灼熱の焼きカレー」、「灼熱の焼きハンバーグカレー」を販売した。また、すきすきセットを頼むとくるくる回るしんちゃんたちをゲットできた。